# Алън Макманъс
Алън Макманъс (на английски: Alan McManus) е шотландски професионален играч на снукър. Той е известен на публиката със своята добра тактическа игра и качествените си защитни удари.
Алън Макманъс дълго е сред най-добрите играчи в спорта, но никога не участва в борбата за първите места в световната ранглиста. Той е част от топ 16 на ранглистата от 1990 г., когато става професионалист в този спорт, до сезон 2005/2006. През този сезон той прави доста слабо представяне и от 12-ото място, където е в началото на сезона, той излиза от топ 16. Най-предното му класиране е на 6-о място, където той остава през сезоните 1993/1994 и 1996/1997.
Алън Макманъс прави много добър старт на своята кариера. Още при първото си участие на Световното първенство той успява да премине през първи кръг, но е победен във втори от Тери Грифитс с 13 на 12 фрейма. Най-добрите представяния на Макманъс на световното в Тиътър Крусибъл са през следващите две години, когато той достига до полуфинал, но е победен съответно от Джими Уайт и Стивън Хендри. След това обаче Макманъс не достига до четвъртфинал на Световното първенство преди първенството през 2005 г., въпреки че има стабилни участия на други състезания.
Един от най-големите успехи на Макманъс е победата му в Бенсън Енд Хеджис Мастърс през 1994 г. в Уембли. По този начин той прекъсва серията от победи на Стивън Хендри, която започва още през 1989 г. Някои спортни експерти смятат, че Алън би могъл да има повече успехи, ако скъси замаха си с щеката преди удар, което би направило ударите му от разстояние по-точни.
През 2006 г. Алън Макманъс достига до полуфинал на турнира Гран При, където е победен от Нийл Робъртсън с 6 – 2 фрейма, след като в началото на мача повежда с 2 на 0.

## Сезон 2009/10
| Турнир                    | Резутат | Спечелени пари | Ранкинг точки | Най-голям брейк | 100+ брейк | 50+ брейк | Брой спечелени срещи |
| ------------------------- | ------- | -------------- | ------------- | --------------- | ---------- | --------- | -------------------- |
| Шанхай мастърс 2009       |         | £              |               |                 |            |           |                      |
| Гран При 2009             |         | £              |               |                 |            |           |                      |
| Британско първенство 2009 |         | £              |               |                 |            |           |                      |
| Мастърс 2010              |         | £              |               |                 |            |           |                      |
| Първенство на Уелс 2010   |         | £              |               |                 |            |           |                      |
| Първенство на Китай 2010  |         | £              |               |                 |            |           |                      |
| Световно първенство 2010  |         | £              |               |                 |            |           |                      |
| Общо                      |         | £              |               |                 |            |           |                      |